# Żegiestów
Żegiestów est une localité polonaise de la gmina de Muszyna, située dans le powiat de Nowy Sącz en voïvodie de Petite-Pologne.